# Melissa (brano musicale)
Melissa è un brano musicale del gruppo southern rock statunitense The Allman Brothers Band, pubblicato su singolo nel 1972 come B-side di Blue Sky ed estratto dall'album Eat a Peach.

## Il brano
La canzone fu scritta da Gregg Allman nel 1967, molto tempo prima della nascita della band. Esistono due nastri demo della versione preliminare, inclusa una incisa insieme al batterista Butch Trucks, in seguito membro della Allman Brothers Band. Allman non l'aveva mai mostrata agli altri membri della band, perché pensava fosse troppo "leggera" per gli Allman Brothers, e l'aveva messa da parte per l'inclusione in un possibile futuro album solista; nel 1967 arrivò a vendere i diritti della canzone, che però furono poi riacquistati dal manager Phil Walden nel 1972.
(Greg Allman)
Il titolo del brano viene spesso erroneamente indicato essere Sweet Melissa a causa delle parole del ritornello.
La versione inclusa in Eat a Peach fu registrata come forma di omaggio alla memoria di Duane Allman, al quale la canzone piaceva molto. Egli era morto nel corso di un incidente motociclistico sei settimane prima.

## Riferimenti in altri media
Negli anni duemila Melissa ebbe un ritorno di popolarità grazie alla sua inclusione in uno spot pubblicitario della Cingular/AT&T Wireless e in una scena del film I segreti di Brokeback Mountain. Inoltre la canzone è stata inserita anche nella colonna sonora del film House of D - Il mio amico speciale del 2005, eseguita sia dagli Allman Brothers sia da Erykah Badu.